# Praça de Espanha (Santa Cruz de Tenerife)

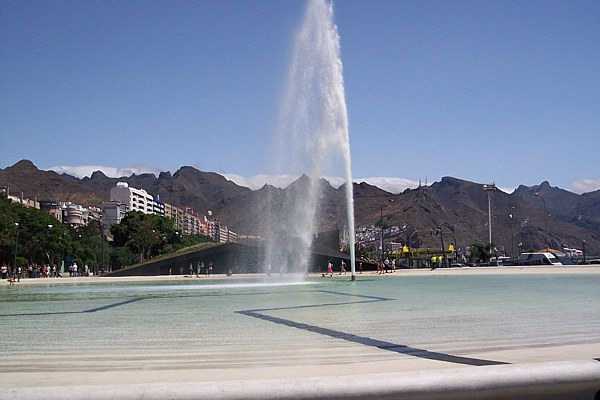
Fonte artificial

A Praça de Espanha, na cidade de Santa Cruz de Tenerife é a maior praça da cidade e das ilhas Canárias (Espanha). Foi construído em 1929 na histórica Castillo de San Cristóbal, um bastião de defesa da ilha de pirataria, actualmente existem apenas algumas paredes do edifício original em exibição em um túnel subterrâneo sob a praça. A praça está localizada no centro da cidade, a poucos metros a norte do Auditório de Tenerife.
No centro da praça é uma obra grande fonte artificial de arquitetos suíços Herzog & de Meuron. Perto da praça é um monumento aos mortos na Guerra Civil. Ao redor da praça são construções políticas como o Palacio del Cabildo de Tenerife, o Palacio da Carta e da Plaza de La Candelaria.
A Plaza de España tem o estatuto de "Praça de Interesses Insular", como a Plaza del Cristo de La Laguna (na cidade de San Cristóbal de La Laguna) e da Plaza de la Patrona de Canarias (em Candelaria).
Em uma extremidade ao lado do lago da Plaza de España é o grande sinal da marca turística da cidade: "Santa Cruz, el corazón de Tenerife" ("Santa Cruz, o coração de Tenerife"). A estrutura mede 11, 1 metro de comprimento e 1,4 metro de altura. As letras são brancas com exceção do último "a" da palavra Santa, que é um coração azul invertido em cujo topo há outro coração neste Estojo verde colocado em posição natural. Durante eventos importantes, o sinal é repintado em cores diferentes e com símbolos diferentes.